# Kids’ Choice Awards (1988)
1-я ежегодная премия Nickelodeon Kids’ Choice Awards проводилась в 1988 году.

## Номинанты и исполнители для KCA 1988

### Ведущие
- Тони Данца
- Дебби Гибсон
- Брайан Роббинс
- Дэн Шнайдер

### Исполнители
- New Kids on the Block — «You Got It»[англ.] , «Hangin’ Tough»[англ.]
- The Fat Boys — «Wipe Out»[англ.]
- Дебби Гибсон — «Out of the Blue[англ.]», «Shake Your Love[англ.]»

## Номинации

### Телевидение

#### Лучший мультсериал
- Смурфики
- Утиные истории
- Черепашки мутанты ниндзя (Победитель)

### Фильм
| - Полицейский из Беверли-Хиллз 2 (Победитель) - Приключения приходящей няни - Ла Бамба - Эдди Мёрфи из Полицейский из Беверли-Хиллз 2 (Победитель) - Арнольд Шварценеггер из Бегущий человек - Патрик Суэйзи из Грязные танцы | - Вупи Голдберг (Победитель) - Шелли Лонг - Элизабет Шу из Приключения приходящей няни |

### Музыка
| - Ли Аарон - Джанет Джексон - Мадонна (Победитель) | - «La Bamba» исполняет Los Lobos (Победитель) |